# Eretmochelys imbricata
La tartaruga embricata (Eretmochelys imbricata Linnaeus, 1766) è una tartaruga marina della famiglia delle Cheloniidae. È l'unica specie del genere Eretmochelys.

## Descrizione
Lo scudo è convesso, a forma di cuore e presenta quattro paia di scudi laterali. Le piastre cornee sono caratteristicamente sovrapposte come gli embrici di un tetto ed a ciò è dovuto il nome della specie. La testa è ben sviluppata, con un becco molto appuntito e simile a quello dei rapaci. Le zampe anteriori sono larghe, con due unghie a forma di spina sul margine anteriore. La corazza è bruno-giallastra con marmoreggiature nere e può misurare fino a 90 cm.

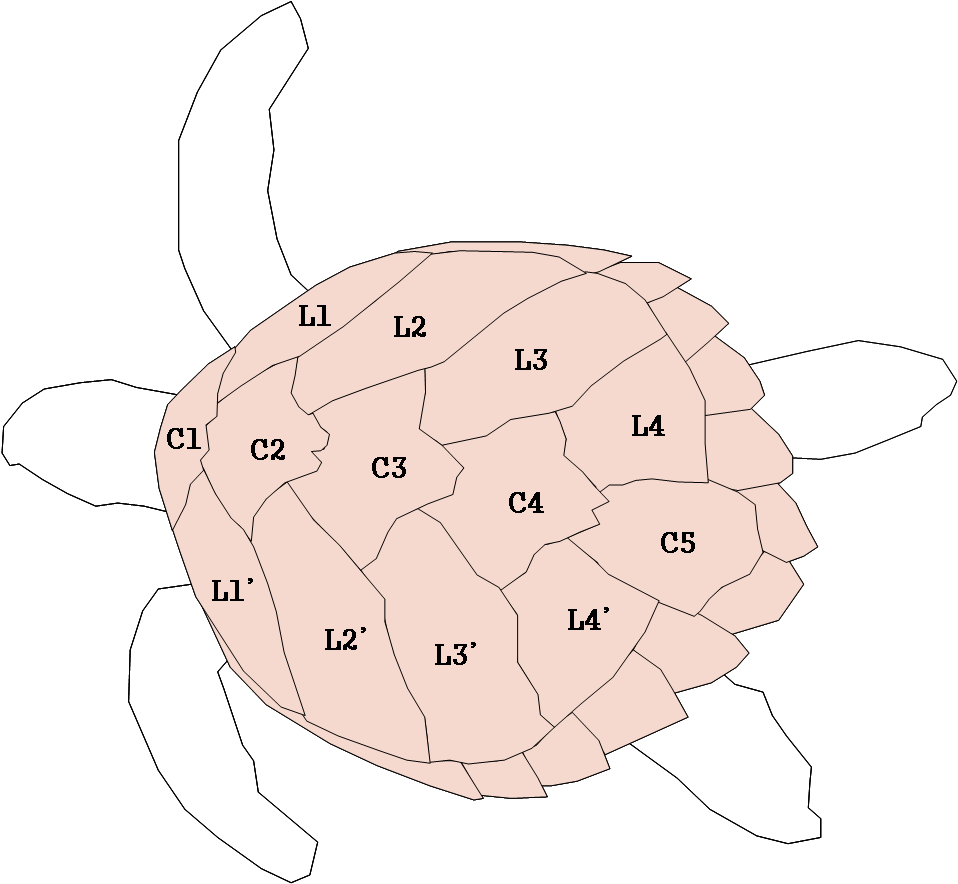
Struttura del carapace
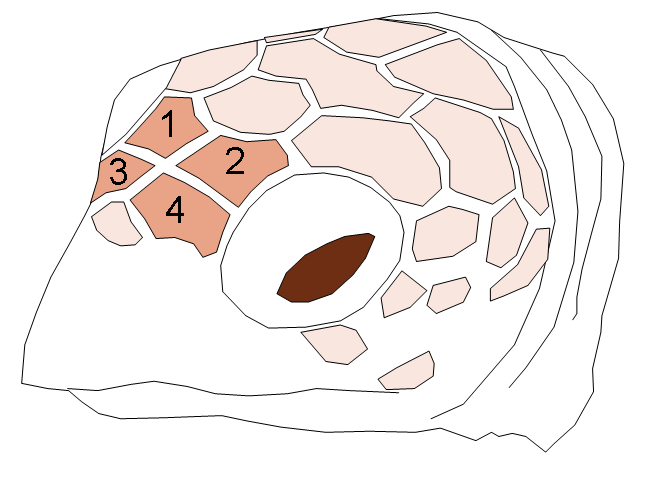
Testa

## Tassonomia
Sono state descritte due sottospecie:
- Eretmochelys imbricata imbricata (Linnaeus, 1766)
- Eretmochelys imbricata bissa (Rüppell, 1835)

## Distribuzione e habitat
La specie ha un ampio areale essendo diffusa nella fascia tropicale dell'Oceano Atlantico (sottospecie E. imbricata imbricata), Pacifico e Indiano (E. imbricata bissa).

### Sottopopolazione atlantica
Nell'Atlantico, le popolazioni possono estendersi a ovest fino al Golfo del Messico, mentre l'areale orientale si estende a sud fino al continente africano. Il limite settentrionale dell'areale della specie può estendersi fino a Long Island Sound, lungo il confine settentrionale degli Stati Uniti. Al di là dell'Atlantico, le tartarughe embricate sono state avvistate nelle fredde acque del Canale della Manica, l'avvistamento più settentrionale conosciuto. La regione più meridionale in cui sono stati avvistati individui è il Capo di Buona Speranza in Africa.
Nei Caraibi è conosciuta dalla costa brasiliana (Bahia in particolare), dalla Florida meridionale e dalle Hawaii. Sono state avvistate anche sulle spiagge di Antigua e Barbuda. In Costa Rica sono presenti siti di nidificazione di E. imbricata, in particolare nelle vicinanze del Parco Nazionale Tortuguero. L'isola di Cuba è nota per essere una zona di alimentazione per le popolazioni di tartarughe embricate dei Caraibi. Anche le coste meridionali e orientali della Repubblica Dominicana presentano siti di nidificazione e habitat giovanili, e queste popolazioni si trovano in aree protette come l'isola di Saona nel Parque Nacional del Este e il Parco Nazionale di Jaragua.
Nonostante sia una tartaruga tropicale, questa specie è stata avvistata in aree degli Stati Uniti ad alta latitudine come il Massachusetts e Long Island Sound. È stata avvistata anche nelle acque della Virginia.

### Sottopopolazione indo-pacifica
La popolazione indopacifica è diffusa in tutta la regione. Nell'Oceano Indiano, i falchi pescatori sono spesso presenti lungo tutta la costa orientale del continente africano, compresi i mari intorno al Madagascar e ai gruppi di isole vicine. La varietà dell'Oceano Indiano si estende lungo le coste dell'Asia, compresi il Golfo Persico e il Mar Rosso, lungo tutta la costa del subcontinente indiano e attraverso l'arcipelago indonesiano e la costa nord-occidentale dell'Australia. La varietà pacifica di E. imbricata è limitata alle regioni tropicali e subtropicali dell'oceano. La popolazione più settentrionale della regione si trova nelle acque al largo della punta sud-occidentale della penisola coreana e dell'arcipelago giapponese. Questa varietà dell'Oceano Pacifico continua, avvolgendo l'intera regione del Sud-Est asiatico, tutta la costa settentrionale dell'Australia e dal sud dell'Australia fino alla parte settentrionale della Nuova Zelanda. Nel Pacifico sono visibili dalla punta settentrionale della penisola di Baja California, in Messico, e lungo le acque dell'America centrale, in particolare nella baia di Jiquilisco, in El Salvador, dove vive circa il 40% dell'intera popolazione del Pacifico orientale, che risiede tutto l'anno nella baia utilizzando i canali dell'estuario per l'alimentazione e l'accoppiamento, mentre la parte restante si estende in tutto il Sud America fino alla punta settentrionale del Cile.
Nelle Filippine sono noti diversi siti di nidificazione della specie. Un piccolo gruppo di isole nel sud-ovest dell'arcipelago filippino è chiamato "Isole delle tartarughe" perché è noto che vi nidificano due specie di tartarughe marine, tra cui la tartaruga embricata (l'altra è la tartaruga verde). In Australia la E. imbricata nidifica sull'isola di Milman, nella Grande Barriera Corallina.26 Nell'Oceano Indiano, il sito di nidificazione più occidentale conosciuto per il falco pescatore si trova sull'isola di Cousine, nelle Seychelles, dove la specie è legalmente protetta dal 1994. Le isole e gli isolotti interni delle Seychelles, come l'isola di Aldabra, sono ottime zone di alimentazione per il novellame.

## Biologia

### Alimentazione

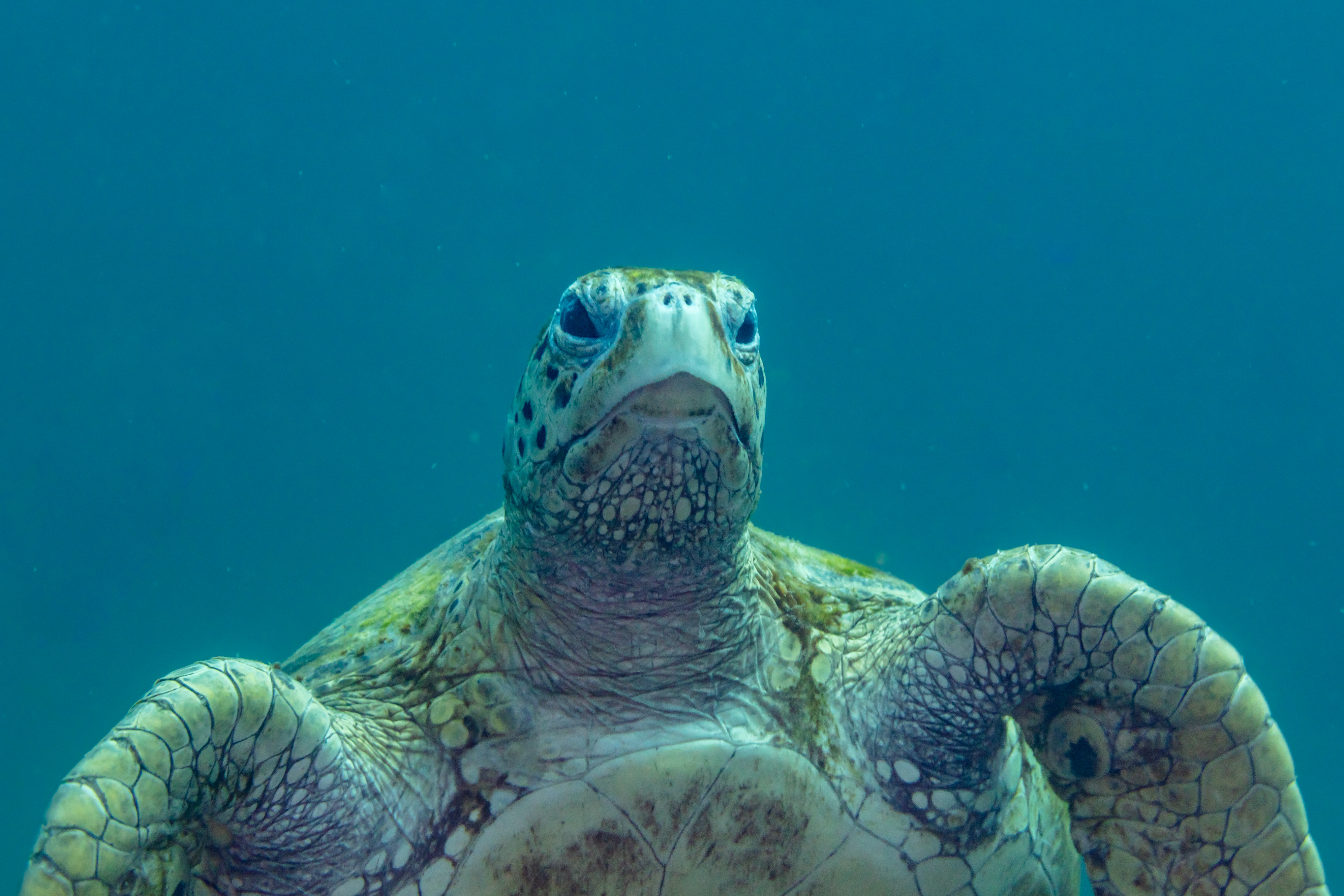
Vista frontale

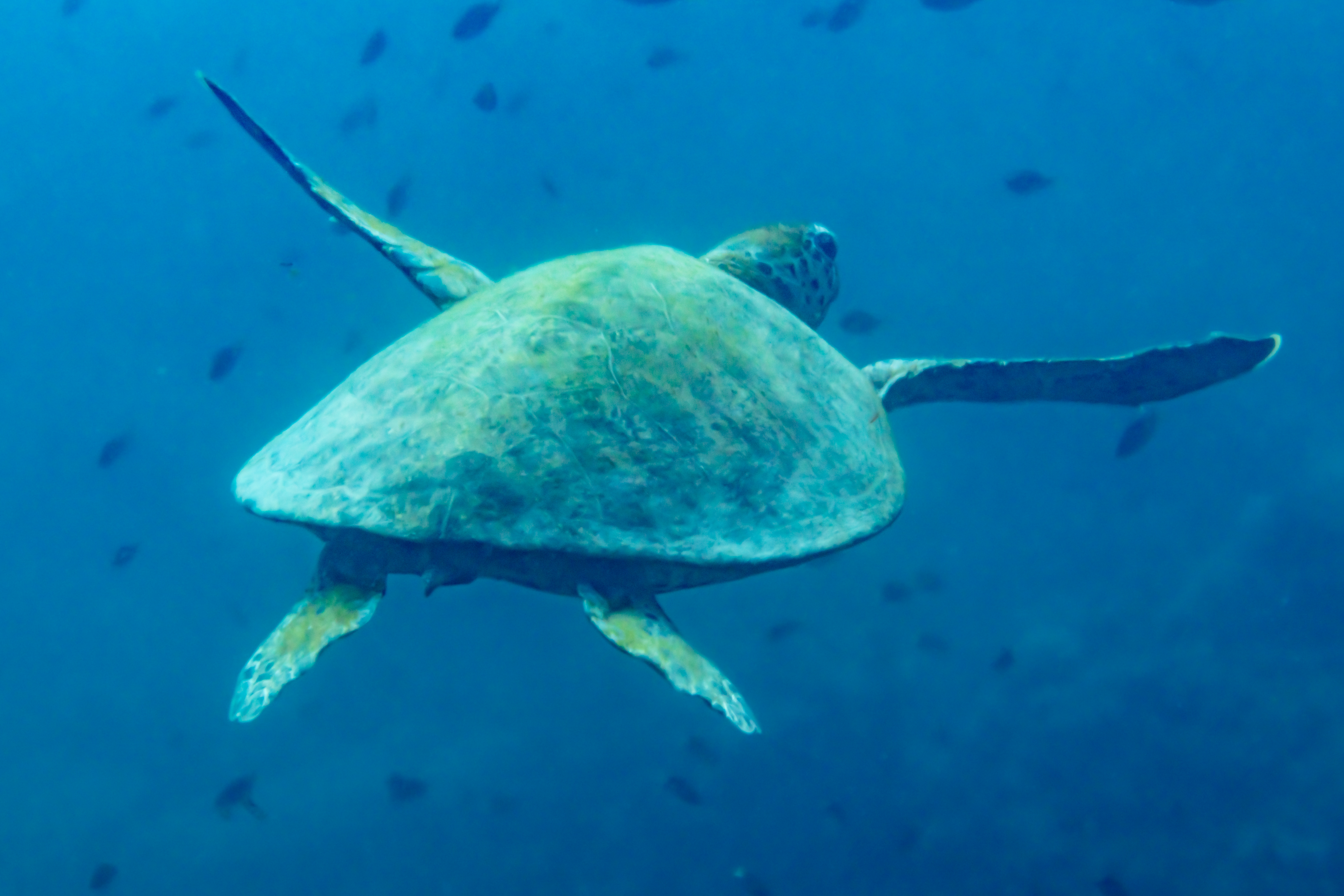
Vista posteriore

Sebbene sia onnivora, ha una dieta essenzialmente basata sulle spugne. Studi sulla dieta delle popolazioni caraibiche hanno dimostrato che essa è costituita per il 70-95% da spugne della classe Demospongiae, in particolare di specie appartenenti agli ordini Astrophorida, Spirophorida e Hadromerida. Predilige in particolare le specie ricche di spicole silicee, come Ancorina spp., Geodia spp., Ecionemia spp. e Placospongia spp..
Alcune delle spugne che rientrano abitualmente nella dieta della tartaruga embricata, come Aaptos aaptos, Chondrilla nucula, Geodia gibberosa, Tethya actinia, Spheciospongia vesparum e Suberites domuncula, sono altamente tossiche (talora letali) per la maggior parte degli altri organismi marini.
Oltreché di spugne, E. imbricata si nutre anche di alghe e di celenterati come le attinie, le meduse e la caravella portoghese (Physalia physalis).

### Riproduzione
Si riproduce da febbraio a luglio, a seconda che ci si sposti da sud verso nord. Scava nidi di circa 50 cm e ogni femmina può deporre un centinaio di uova che schiudono in 45-55 giorni.
Molte domande sulla loro storia di vita sono ancora sconosciute. Gli intervalli di nidificazione sono compresi tra i due e i quattro anni, anche se questo periodo può variare da nove mesi a dieci anni, a seconda dell'area; in tutto il loro areale utilizzano preferibilmente lagune isolate su isole remote. La stagione riproduttiva dei falchi dell'Atlantico è normalmente compresa tra aprile e novembre. Per le popolazioni dell'Oceano Indiano, come quelle delle Seychelles, l'accoppiamento avviene tra settembre e febbraio. Come per altre tartarughe marine, i falchi si accoppiano in lagune poco profonde vicino alle spiagge dove è probabile che nidifichino. Dopo l'accoppiamento, le femmine trascinano i loro corpi pesanti sulla spiaggia durante la notte. Poi liberano un'area e scavano una buca dove deporranno le uova, usando le pinne posteriori. La femmina depone quindi le uova nel nido e le ricopre immediatamente di sabbia. I nidi di E. imbricata nei Caraibi e in Florida contengono generalmente circa 140 uova, anche se possono contenerne fino a 250, ma le covate riportate dal Golfo Persico sono significativamente inferiori, con una media di circa 90 uova. Dopo il lungo processo, che dura diverse ore, la femmina torna in mare. La deposizione delle uova è l'unico momento in cui le tartarughe embricate lasciano il mare.
I piccoli, che di solito pesano meno di 24 grammi, lasciano il nido durante la notte dopo circa due mesi. Questi piccoli sono di colore scuro e il loro guscio a forma di cuore è lungo circa 2,5 centimetri. Si dirigono istintivamente verso il mare, attratti dal riflesso della luna sull'acqua (un processo che può essere disturbato dalle fonti luminose antropogeniche). Gli avannotti che non raggiungono l'acqua prima dell'alba rischiano di finire in pasto a vari predatori, come granchi e trampolieri.
Le tartarughe embricate si riproducono facilmente con altre tartarughe marine, come le tartarughe testa di rapa (Caretta caretta). Alcuni ibridi trovati in Brasile o in Florida erano vitali e fertili perché esistevano da almeno due generazioni. Un ibrido di tartaruga verde (Chelonia mydas) è stato scoperto anche in Suriname.
Si sa poco dei primi anni di vita dei piccoli: dopo aver raggiunto il mare, si ritiene che inizino una fase di vita pelagica (come le altre tartarughe marine), per un periodo di tempo indeterminato. Sebbene il loro tasso di crescita sia sconosciuto, quando le giovani tartarughe raggiungono circa 35 cm, passano da uno stile di vita pelagico a uno associato alle barriere coralline. Raggiungono la maturità sessuale tra i 20 e i 40 anni.
Si stima che possano vivere tra i 30 e i 50 anni, anche se, per mancanza di dati, non si conosce l'età esatta che possono raggiungere in natura. Come le altre tartarughe marine, i falchi sono solitari per la maggior parte della loro vita; si raggruppano solo durante la stagione degli amori. Un tempo considerati sedentari, i falchi pescatori sono ora noti per essere altamente migratori. Grazie al loro guscio duro, non hanno grandi predatori e poche creature sono in grado di mordere attraverso il loro guscio protettivo. Squali e coccodrilli marini sono tra i loro predatori naturali. Alcune specie di polpi e pesci pelagici sono noti per nutrirsi di tartarughe adulte.

## Conservazione
La Lista rossa IUCN classifica questa specie come in pericolo critico di estinzione.
Al pari delle altre specie di Cheloniidae E. imbricata è inserita nella Appendice I della CITES.